# Quentin Crisp
Quentin Crisp (Sutton (Londres), 25 de desembre de 1908 - Chorlton-cum-Hardy (Manchester), 21 de novembre de 1999), de nom de pila Denis Charles Pratt, fou un escriptor, model artístic, actor i conta-contes anglès, conegut pel seu enginy memorable i perspicaç.
Fou una icona gai als anys 70, després de la publicació de les seves memòries, El funcionari nu (The naked civil servant), que van atreure l'atenció del públic pel seu exhibicionisme desafiant i el seu persistent refús a ocultar la seva homosexualitat.

## Joventut
Denis Charles Pratt va néixer a Sutton, (Anglaterra), com a quart fill del comptable Charles Pratt (1871 - 1931) i de Frances Pratt (Phillips de soltera) (1873- 1960). Va canviar el nom pel de Quentin Crisp quan tenia 20 anys després d'abandonar la seva casa familiar i cultivar una excèntrica aparença efeminada fins al punt que va impactar tant als londinencs contemporanis que fins i tot va provocar atacs d'homofòbia.
Segons ell mateix, Crisp tenia un comportament efeminat des de petit, pel que va ser objecte de burles a la seva escola: Kingswood Preparatory School d'Epsom, en la qual va guanyar una beca pel Denstone College (Uttoxeter) el 1922. El 1926, Crisp va començar a estudiar periodisme al King's College de Londres, en el qual es va graduar el 1928. Després va continuar les seves classes d'art a la Politècnica de Regent Street.
Durant aquesta època, Crisp va començar a freqüentar els cafès del Soho (el seu preferit era el Black Cat, d'Old Compton Street, en el qual va conèixer altres gais i gigolós i on va experimentar amb maquillatges i robes femenines). Va treballar de gigoló durant sis mesos, cosa que no li va agradar.
Crisp va abandonar la seva llar per a viatjar al centre de Londres a finals dels anys 30 i, després de viure en diversos pisos, va trobar una habitació que li va agradar a Denbeig Street, lloc on rebia els personatges més brillants i turbulents de Londres. La seva estrafolària aparença va fer que es guanyés l'admiració i la curiositat d'alguns sectors, tot i que en general van atraure l'hostilitat i la violència dels estranys que es creuaven amb ell pel carrer.

## Edat adulta
Crisp va intentar allistar-se a l'exèrcit britànic després de l'esclat de la Segona Guerra Mundial, però fou refusat i declarat exempt pel tribunal mèdic al·legant que patia "perversió sexual". Es quedà a Londres durant el bombardeig aeri del 1941, recollint soldats americans, l'amabilitat i amplitud de mires dels quals li van inspirar amor per tot el relacionat amb els Estats Units.
El 1940 es traslladà al pis que ocuparia els següents 40 anys, a Beaufort Street, Londres. El 1981 va emigrar als Estats Units.
Crisp havia publicat tres llibres curts quan el director Jonathan Cape li va encarregar el que acabaria sent El funcionari nu. El llibre va aparèixer el 1968. Després de la seva reimpressió el 1975, es versionà per la televisió.
Després d'això, el documentalista Denis Mitchell abordà Crisp com el protagonista d'un curtmetratge en el qual volia que parlés de la seva vida, expressés les seves opinions. L'emissió del documental va atraure suficient atenció sobre la figura de Crisp i el seu llibre perquè es parlés de seguida de la dramatització del seu llibre amb John Hurt en el paper de Quentin Crisp.

## La fama
L'èxit de la pel·lícula El funcionari nu va projectar Crisp vers els treballs d'intèrpret i conferenciant. Va muntar un espectacle de monòlegs, amb el qual feia gires. La primera part del show era un entretingut monòleg inspirat en part en les seves memòries; la segona meitat fou una sessió de preguntes i respostes en la qual rebia les preguntes de l'audiència i les contestava a l'atzar de manera divertida. El 1978, Crisp va esgotar les entrades del teatre Duc de York de Londres, i després portà el show a Nova York, on va decidir mudar-se.
Després continuà representant el seu espectacle de monòlegs, i va publicar llibres revolucionaris sobre la importància dels costums contemporanis com a formes d'inclusió social en oposició a l'etiqueta, que exclou socialment i es guanyava la vida acceptant invitacions socials i escrivint crítiques de cinema per a revistes i diaris dels Estats Units i el Regne Unit. Igual que a Londres, va permetre que el seu número de telèfon fos públic per a conservar amb qualsevol que el truqués. També acceptava les invitacions a sopar de gairebé tothom. Es deia que sopar amb ell era un dels millors shows de Nova York.
Durant les dècades dels 80 i 90 es va guanyar el reconeixement mundial quan Sting li va dedicar la seva cançó Englishman in New York. A finals del 1986, Sting va visitar a Crisp al seu apartament on van sopar junts i on Crisp li va explicar com havia estat la vida per un home homosexual a la Gran Bretanya homofòbica. Sting es va quedar impressionat i fascinat al mateix temps i va decidir escriure la cançó. Crisp fou retratat pel fotògraf Herb Ritts i fou mencionats als Diaris d'Andy Warhol. William S. Burroughs també va fer un desafortunat i homofòbic atac verbal a Crisp i a la seva feina, que va ser àmpliament refusat.
A la seva autobiografia del 1995, Take it Like a Man, Boy George parla de què sempre s'havia sentit molt proper a Crisp durant la seva infància, ja que també havia hagut de suportar problemes similars com a jove homosexual en un entorn homofòbic.
Últims anys
Crisp va continuar independent i impredictible quan ja era gran. Va provocar controvèrsia i confusió entre la comunitat gai quan va dir, en to de broma, que la sida era una "moda passatgera" i que l'homosexualitat era una "terrible malaltia"; fins i tot va tenir un cèlebre comentari irreverent sobre la mort de Diana de Gal·les. Tot i això, sempre estava en el punt de mira dels periodistes, que buscaven declaracions. L'any anterior que El funcionari nu fos emès per les televisions britàniques i estatunidenques i el convertissin a ell i a l'actor que l'encarnava, John Hurt, en estrelles, Crisp feu el seu debut com a actor de cinema en una producció de baix pressupost de la Royal College of Art sobre Hamlet. L'any 1985 també va participar com a actor a la pel·lícula The Bride (La promesa), que el va posar en contacte amb Sting, que també hi participava.
L'any 1987 va aparèixer a la sèrie de televisió L'equalitzador i el 1988 fou el narrador d'un curt: Ballad of Reading Gaol (La balada de la presó Reading), de Richard Kwietniowski, basat en un poema d'Oscar Wilde.
Treballs dels anys 90
- Actor a Topsy and Bunker: The Cat Killers, de Thomas Massengale - 1991.
- 1992: Interpretà el paper d'Elisabet I d'Anglaterra a la pel·lícula Orlando. També va participar com a actor de repartiment a la pel·lícula Filadèlfia.
- 1993: feu el discurs alternatiu de nadal (a la reina) al Channel 4.
- 1996: era el personatge principal de HomoHeights
- 1999: la seva última actuació com a actor va ser a la pel·lícula American Mod??.

El 1996 fou entrevistat a un documental històric sobre el tema de com Hollywood ha tractat l'homosexualitat: The Celluloid Closet.
Al mateix any va publicar les seves memòries: Resident Alien.
Al desembre del 1998 va celebrar el seu norantè aniversari a l'escenari amb l'estrena del seu espectacle de monòlegs: Una nit amb Quentin Crisp a Nova York.
Va morir el novembre del 1999 a Chorlton-cum-Hardy, a Manchester (Anglaterra). El seu cos fou cremat en una petita cerimònia, tal com volia, i les seves cendres van ser portades a Nova York.

## Obra
- Lettering for Brush and Pen, (1936), Quentin Crisp and A.F. Stuart, Frederick Warne Ltd. Manual on advertising fonts.
- Colour in Display, (1938) Quentin Crisp, 131 pàgines, The Blandford Press.
- All This And Bevin Too (1943) Quentin Crisp, il·lustrat per Mervyn Peake, Mervyn Peake Society ISBN 0-9506125-0-2.
- The Naked Civil Servant, ISBN 8477023611 ISBN 9788477023616, 272 pàgines. La versió aguda i enginyosa de la primera mitat de la seva vida.
- Love Made Easy, (1977) Quentin Crisp, 154 pàgines, Duckworth, ISBN 0-7156-1188-7. Novel·la semi-autobiogràfica
- How to Have a Life Style, (1975), Quentin Crisp, 159 pàgines, Cecil Woolf Publishing, ISBN 0-900821-83-3. Penetrants assajos escrits amb elegància sobre el carisma i la personalitat.
- Chog: A Gothic Fantasy, (1979), Quentin Crisp, il·lustrat per Jo Lynch, 165 pàgines, Methuen, ISBN 0-413-39490-5. Novel·la negra sobre els intrígulis d'una mansió ruïnosa.
- How to Become a Virgin, (1981) Quentin Crisp, 192 pàgines, HarperCollins, ISBN 0-00-638798-5. Segona entrega de l'autobiografia, descrivint la fama del seu primer llibre i la seva següent dramatització.
- Doing It With Style, (1981) Quentin Crisp, with Donald Carroll, il·lustrat per Jonathan Hills, 157 pàgines, Methuen, ISBN 0-413-47490-9. una guia per a una vida reflexiva i amb estil.
- The Wit and Wisdom of Quentin Crisp, (1984) Quentin Crisp, editat per Guy Kettelhack, Harper & Row, 140 pàgines, ISBN 0-06-091178-6. Compilació dels assajos i cites de Crisp.
- Manners from Heaven: a divine guide to good behaviour, (1984) Quentin Crisp, amb John Hofsess, Hutchinson, ISBN 0-09-155810-7. Agudes instruccions per a una vida compassiva.
- How to Go to the Movies (1988) Quentin Crisp, 224 pàgines, St. Martin's Press, ISBN 0-312-05444-0. Revisió de pel·lícules i assajos sobre cine.
- The Gay and Lesbian Quotation Book: a literary companion, (1989) editat per Quentin Crisp, Hale, 185 pàgines, ISBN 0-7090-5605-2. Antologia de cites relatives al món gai.
- Resident Alien: The New York Diaries (1996) Quentin Crisp, 225 pàgines, HarperCollins, ISBN 0-00-638717-9. Diaris i recopilacions de 1990 a 1994.
- Dusty Answers (no publicat) editat per Phillip Ward. L'última col·lecció d'escrits de Quentin Crisp, que inclourà una recopilació de la seva poesia i guions de monòlegs.

## Filmografia
- 1976: Hamlet: Poloni
- 1985: La núvia (The Bride): Dr. Zalhus
- 1987: L'equalitzador (sèrie de televisió, 1 episodi): Ernie Frick
- 1988: Ballad of Reading Gaol (curtmetratge): narrador
- 1990: Resident Alien, documental autobiogràfic
- 1992: Orlando, de Sally Potter: Reina Elisabet I d'Anglaterra
- 1992: Topsy and Bunker: The Cat Killers: Pat
- 1993: Filadèlfia (Philadelphia), de Jonathan Demme (no surt als crèdits)
- 1994: Red Ribbons (vídeo): Horace Nightingale III
- 1994: Aunt Fannie (vídeo): Tia Fannie
- 1994: Natural Born Crazies: narrador
- 1995: To Wong Foo, Thanks for Everything! Julie Newmar, de Beeban Kidron: membre del jurat de la desfilada de Nova York
- 1995: The Celluloid Closet, documental de Rob Epstein i Jeffrey Friedman
- 1996: Taylor Mead Unleashed, documental de Sebastian Piras
- 1997: Little Red Riding Hood: narrador
- 1998: Famous Again
- 1998: Men Under Water: Joseph
- 1998: Barriers: Nathan
- 1998: Homo Heights: Malcolm
- 2002: American Mod: l'àvia
- 2005: Domestic Strangers: Mr. Davis

## Biografies
- The Stately Homo: a celebration of the life of Quentin Crisp, (2000) editat per Paul Bailey, Bantam, 251 pàgines, ISBN 0-593-04677-3. Col·lecció d'entrevists i tributs dels que conegueren a Crisp.
- Quentin Crisp, (2002), Tim Fountain, Absolute Press, 192 pàgines, ISBN 1-899791-48-5. Biografia per dramaturgs que conegueren a Crisp en els últims anys de la seva vida.
- Quentin and Philip, (2002), Andrew Barrow, Macmillan, 559 pàgines, ISBN 0-333-78051-5. Biografia doble de Crisp i el seu amic Philip O'Connor.